# Leptopsaltria
A Leptopsaltria a rovarok (Insecta) osztályának félfedelesszárnyúak (Hemiptera) rendjébe, ezen belül az énekeskabóca-félék (Cicadidae) családjába tartozó nem.

## Tudnivalók
A Leptopsaltria-fajok Délkelet-Ázsia kabócái közé tartoznak.

## Rendszerezés
A nembe az alábbi 3 faj tartozik (meglehet, hogy a lista hiányos):
- Leptopsaltria andamanensis Distant, 1888
- Leptopsaltria phra Distant, 1913
- Leptopsaltria tuberosa (Signoret, 1847)

## Fordítás
- Ez a szócikk részben vagy egészben  a   Leptopsaltria című angol Wikipédia-szócikk ezen változatának fordításán alapul.  Az eredeti cikk szerkesztőit annak laptörténete sorolja fel. Ez a jelzés csupán a megfogalmazás eredetét és a szerzői jogokat jelzi, nem szolgál a cikkben szereplő információk forrásmegjelöléseként.